# Hans Nordenborg
Hans Olof Nordenborg, född 9 mars 1954 i Karlstads församling, Värmlands län, är en svensk musiker som var domkyrkoorganist i Karlstads domkyrkoförsamling. 

## Biografi
Nordenborg arbetade sina första 20 år som organist i Norrstrandskyrkan. Han var verksam som organist i Karlstad i 40 år. 
Nordenborg avtackades tacksägelsedagen 8 oktober 2017 som domkyrkoorganist under en högmässa ledd av biskop Sören Dalevi. Då medverkade även Karlstad orkesterförening och den nye domkyrkoorganisten Jörgen Martinson välkomnades. Efter att han slutat i församlingen flyttade han och frun till Genarp i Skåne.